# Neolyubana noyesi
Neolyubana noyesi är en stekelart som beskrevs av Sureshan 2006. Neolyubana noyesi ingår i släktet Neolyubana och familjen puppglanssteklar.
Artens utbredningsområde är Sri Lanka. Inga underarter finns listade i Catalogue of Life.